# Klęczany (Basses-Carpates)
Pour les articles homonymes, voir Klęczany.
Klęczany est une localité polonaise de la gmina de Sędziszów Małopolski, située dans le powiat de Ropczyce-Sędziszów en voïvodie des Basses-Carpates.